# كارين كرافت
كارين كرافت (بالإنجليزية: Karen Kraft) هي مجدفة أمريكية، ولدت في 3 مايو 1969 في سان ماتيو في الولايات المتحدة.

## وصلات خارجية
- كارين كرافت على موقع الاتحاد الدولي للتجديف (الإنجليزية)
- كارين كرافت على موقع اللجنة الأولمبية الدولية (الإنجليزية)
- كارين كرافت على موقع أوليمبيديا (الإنجليزية)